# Мейсснер, Януш
Януш Гневомир Мейсснер (пол. Janusz Gniewomir Meissner; 21 января 1901, Варшава — 28 февраля 1978, Краков) — польский писатель, журналист, автор мемуаров, сценарист, военный лётчик.

## Биография
Сын скульптора. С 1915 г. учился в школе машиностроения и электротехники. В 1917 г. вступил в ряды Польской военной организации. В ноябре 1918 года вступил в польскую армию, сначала служил в качестве авиационного механика во 2-й эскадрилье в Люблине, затем и 7-й эскадрильи во Львове. В конце 1919 г. окончил лётную школу. В 1920 г. — участник советско-польской войны в качестве лётчика.
После окончания войны участвовал в подготовке третьего Силезского восстания и майских боях 1921 г. Командовал диверсионной группой во время операция «Мосты». Итогом операции стал подрыв семи мостов, двух железных дорог, соединявших Верхнюю Силезию с остальной Германией, что предопределило успешное развитие Третьего силезского восстания, под откос было пущено два товарных поезда.
Был уволен из армии. В 1922 г. вновь на службе в ВВС Польши, в 1924 г. окончил офицерские курсы, в 1926 — лейтенант, в 1932 г. — капитан. С 1930 г. пилот-инструктор. Активный авиаспортсмен.
В июле 1939 г. вышел в отставку, на этот момент имел налёт 7920 часов.
После начала Второй мировой войны был мобилизован, в сентябре 1939 года участвовал в боях по обороне Польши . После 19 сентября 1939 года эвакуировался в Румынию, где был назначен командиром группы из 300 польских пилотов. Интернирован в Тулча, позже пробрался во Францию, а после поражения Рейху в 1940 году — в Великобританию. Недолго был редактором журнала «Polski Spitfire».
С апреля 1941 года — корреспондент воздушных сил Польши, участвовал в боевых вылетах. В октябре 1942 г. освобожден от военной службы, работал директором польского эмигрантского радио. В январе 1945 года стал начальником отдела пропаганды, печати и информации ВВС Польши.
В 1946 вернулся на родину жил в Закопане, а с 1956 — в Кракове, где и умер.

## Творчество
Признанный мастер историко-приключенческого жанра. Увлекательные романы писателя, точно воссоздающие колорит исторической эпохи, полные блестяще написанных батальных и любовных сцен, пользуются заслуженным успехом у читателей.
Автор 48 книг (из которых 33, посвящёны авиации), морскому делу, спорту, войне или охоте, написанных на основе собственного опыта. Первая повесть «Красной призрак» была опубликована в еженедельной газете «Волна» в 1926 году. В последующие годы он опубликовал романы, рассказы, участвовал в радиопередачах. Его роман «Эскадрилья» был первой книгой на основе опыта войны 1920 года.
Самые известные романы — «Школа орлят» (1929), посвящён подготовке летчиков, «Жало Геновефы» (1943) и «L как Люси» (1945), посвящены польским летчикам-бомбардировщикам во время Второй мировой войны, «Затонувшие суда», роман о «периоде ошибок и искажений» сталинизма, основанный на истории крушения немецкого грузового судна «MS Seeburg», который позднее плавал как крупнейший польский торговый корабль «MS Дзержинский», и историческая трилогия о корсаре Яне Мартене («Чёрный флаг», «Красные кресты», «Зелёные ворота»).
Он также создавал сценарии («Орел», «Звёздная эскадра», «Дело пилота Мареша», «Затонувшие суда», «Сокровища капитана Мартенса»).
Многие книги писателя вышли в русском переводе.

## Избранные произведения
- Судьба корсара Яна Мартена
- Чёрные флаги
- Красные кресты
- Зелёные ворота
- Голубые дороги (экранизирован в 1956 г. под названием «Дело пилота Мареша»)
- История собаки (и даже до двух)" (1963),
- книги воспоминаний: «Первые шаги» (1956), «Как сейчас помню» (1967), «Ветер в подошве» (1971) и «Воспоминания пилота. Перо из крыла» (1973)
- «Варшава» — курс на Берлин
- Пилот звёздного пути

## Память
- Имя Януша Мейсснера носят улицы в Варшаве, Кракове, Гданьске, Кельце, Болеславце, Вроцлаве, Новы-Сонче.